# Paolo Caccia
Paolo Pietro Cesare Caccia (Busto Arsizio, 22 aprile 1937 – Busto Arsizio, 3 aprile 2024) è stato un politico italiano.

## Biografia
Di professione psico-sociologo, esponente della Democrazia Cristiana, nel 1975 venne eletto nel Consiglio regionale della Lombardia nel collegio di Varese.
Nel 1979 fu eletto alla Camera dei Deputati per la DC, venendo poi riconfermato a Montecitorio anche alle elezioni politiche del 1983, del 1987 e del 1992. Dopo lo scioglimento della DC aderì al Partito Popolare Italiano.
Nel 2007 fondò un soggetto politico locale denominato Polo civico di centro e candidandosi a presidente della provincia di Varese, con il sostegno anche dell'UDEUR e di Libertas Democrazia Cristiana, piazzandosi al terzo posto col 2,5% dei consensi.